# Therofon richardsonii
Therofon richardsonii là một loài thực vật có hoa trong họ Saxifragaceae. Loài này được (Hook.) Wheelock miêu tả khoa học đầu tiên năm 1896.